# Johan Vibe
Johan Vibe oder Johan Wibe (* 10. September 1748 in Bragernes; † März 1782 in Kopenhagen) war ein norwegischer Dichter. Über ihn ist nicht viel bekannt.

## Leben
Im Jahr 1766 begann er zu studieren, allerdings ist nicht sicher, dass dies an der Universität geschah oder privat. Er befasste sich besonders mit der griechischen Sprache. Knud Lyne Rahbek lobte sehr eine von Vibe angefertigte Übersetzung von Anakreon, die heute verloren ist. Eine Übersetzung der Goldene Verse des Pythagoras ist dagegen erhalten. Er war eine Weile Hauslehrer bei dem späteren Bischof Ole Irgens in Gudbrandsdalen. Später tritt er als führendes Mitglied in „Det Norske Selskab“ in Erscheinung. Er war anfangs Sekretär der Gesellschaft und deren Dichter. Bekannt ist Trinklied Den, Skaberen skjænkte en oplyst Forstand (Der, dem der Schöpfer einen hellen Verstand gegeben hat, …) und „Vingudens Gaver alt bordene pryder“ (Die Gaben des Weingottes ziert alle Tische). Er fand, der Zeitpunkt ist nicht bekannt, auch eine Beschäftigung als Landvermesser auf Fünen. 1778 wurde er Kammersekretär. Im selben Jahr wurde am königlichen Theater sein Schauspiel De nysgjerrige Mandfolk (Die neugierigen Männer) aufgeführt. Es scheint erfolgreich gewesen zu sein. Gleichwohl wurde es erst nach dem Tode Vibes gedruckt.
Er wird von den Zeitgenossen als liebenswürdig beschrieben, soll aber ein leichtsinniges Leben geführt haben. Seine anakreontischen Trinklieder haben oft unter ihrer lustigen Oberfläche einen schwermütigen Unterton.
| Den, Skaberen skjænkte en oplyst Forstand, han elsker og drikker, imedens han kan: thi naar man først Foden hos Charon har sat, saa siges al Elskov og Vinen god Nat. Lad Vin da og Elskov opvarme dit Bryst, snart røver Dig Døden al sværmende Lyst, og blev Du end gammel, saa bliver Du dog, hvad endnu er værre, saa bliver Du klog. | Der, dem der Schöpfer schenkte einen lichten Verstand, Der liebt und trinkt, solange er kann: Denn wenn man erst den Fuß zum Charon gebracht, Da sagt alle Liebe und Wein gute Nacht. Lass den Wein und die Liebe erwärmen die Brust Rasch raubt Dir der Tod alle schwärmende Lust. Und wirst du mal alt, so wirst du doch, Was noch schlimmer, so wirst du klug. |